# Spatriati
Spatriati è un romanzo scritto da Mario Desiati, pubblicato il 27 aprile 2021 e vincitore nel 2022 del Premio Strega.

## Trama
"Spatriati", mutuato dal dialettale "spatrièt", significa irregolare, non solo nel senso degli immigrati, ma di chi non trova una sua collocazione.
Francesco Veleno vive a Martina Franca; cresce tra gli anni '80-'90 nel contesto problematico delle piccole realtà paesane del Sud Italia dell'epoca, afflitto da disoccupazione, disparità, poca istruzione e poca apertura mentale. La sua vita inizia a cambiare quando incontra Claudia, che lo folgora immediatamente, facendo sin da subito nascere in lui dei forti sentimenti. I due, quando lei gli confessa che la madre di Francesco tradisce suo padre con il padre di Claudia, affrontano insieme le sventure e le difficoltà portate dalla separazione dei propri genitori, e stringono molto nonostante le divergenze: Francesco è introverso, insicuro, docile, remissivo, cattolico ed attaccato al suo paese natio; Claudia si veste da uomo, è estroversa, stravagante, volitiva e intraprendente, tanto da espatriare nelle grandi metropoli europee: fa un anno a Londra durante il liceo, e in seguito alla maturità decide di iscriversi a un corso di economia all'Università Bocconi, ritenendo il contesto milanese più all'avanguardia e adatto alle sue idee. Francesco decide invece di restare a Martina Franca, non tanto per avversione all'emigrazione in sé e per sé quanto per la difficoltà dell'estirpare le proprie radici e lasciare la propria casa, e inizia una promettente carriera come agente immobiliare. I due, nonostante la distanza, resteranno  sempre in contatto attraverso gli anni: lui le spedisce molti libri e la chiama con costanza, mentre Claudia gli narra tutte le sue avventure universitarie. Grazie a questi racconti, ma soprattutto alla visita compiuta a Milano poco dopo la laurea di lei, per Francesco inizia un arco di trasformazione. Con il passare degli anni, dopo aver ottenuto importanti incarichi in prestigiose aziende, Claudia decide di dare una svolta alla sua vita e andare a Berlino. Francesco ascolta le sue storie, e in seguito a un infelice evento sul lavoro, si trasferisce anche lui a Berlino, dove i due vivono due storie d'amore complicate. Francesco dà sfogo alla sua curiosità erotica, ed esplora e scopre arrivando a innamorarsi di Andria, un clandestino georgiano che sarà costretto a tornare nella propria terra d’origine. Claudia si innamora di Erika, tanto istintiva quanto inaffidabile, una versione esasperata della protagonista. 

## Edizioni
- Mario Desiati, Spatriati, collana Supercoralli, Giulio Einaudi Editore, 2021, ISBN 9788806247416.